# Andrijevica
Andrijevica (în chirilică sârbă: Андријевица, pronunțare: Andrievița) este un oraș din estul Muntenegrului cu o populație de 1.073 de oameni (la recensământul din 2003). Este reședința comunei Andrijevica. Teritoriul său are o suprafață de 340 km2 și este înconjurat de masivii și munții Komovi, Bjelasica și Prokletije.